# Сборная Азербайджана по теннису в Кубке Дэвиса
Сборная Азербайджана по теннису в Кубке Дэвиса — команда, представлявшая Азербайджан на крупнейшем международном командном турнире по теннису, Кубке Дэвиса. Управлением занимается Азербайджанская федерация тенниса.

## Краткая история
Дебют команды как сборной независимого Азербайджана состоялся в 1996 году: до этого азербайджанцы играли за сборную СССР. Тренировал в те годы сборную Азербайджана легендарный советский азербайджанский теннисист Сергей Лихачёв. В первый же год сборная Азербайджана вылетела из группы III зоны Европа/Африка в группу IV и долго не могла подняться выше: в 2001 году, несмотря на примерно равную игру против Туниса, команда не смогла выйти в группу III (это сделал Тунис). Только в 2002 году команда вернулась в группу III. Высшим достижением сборной стало 4-е место в группе III розыгрыша Кубка Дэвиса 2003 года. Команда пропустила розыгрыш 2004 года, в 2005 и 2006 годах (Мальта) снова играла в группе IV. Несмотря на наличие четырёх проходных мест в двух группах с участием 9 команд, итогом выступления азербайджанцев в 2006 году стало только 6-е место.
В 2008 году президент Международной федерации тенниса Франческо Риччи Битти, посещая с визитом Баку, высоко оценил шансы Баку потенциально принять теннисный турнир наподобие Кубка Дэвиса (в 2011—2015 годах в Баку проходил женский турнир, известный как Кубок Баку). В 2009 году в Азербайджане пошли разговоры о том, что за сборную в Кубке Дэвиса могут играть российские теннисисты «второго эшелона», не попавшие в основной состав сборной России (говорилось о двух игроках, чьи имена и фамилии остались неизвестными). С 2013 года юниорская команда Азербайджана также не созывается для участия в турнире (это был её последний год выступления).

## Рекорды
- Рекордсмен по числу матчей и побед: Эмин Агаев[англ.] (42 игры, 30 побед, 12 поражений)[7]
- Самый молодой игрок: Айхан Манафлы (14 лет и 154 дня на момент дебюта — 22 мая 2013)[7]
- Самый возрастной игрок: Игорь Борисов (31 год и 179 дней на момент последней встречи — 22 мая 1999)[7]
- Самый продолжительный поединок: 2 часа 29 минут, Фахраддин Ширинов против Камиля Пателя (Маврикий)[7]
- Самый продолжительный матч сборной: 6 часов 5 минут (против Сан-Марино, победа 2:1)[7]

## Последний состав
Для розыгрыша юниорского Кубка Дэвиса 2013
- Айхан Манафлы[7]
- Самир Гафаров[7]
- Ариф Гулиев[7]

## Известные теннисисты прошлых лет
- Эмин Агаев[8][7]
- Рамин Гаджиев[8][7]
- Талат Рахимов[7]
- Фарид Ширинов[8][7]
- Фахретдин Ширинов[8][7]